# Prada (Allande)
Prada es un lugar perteneciente a la parroquia de Villagrufe, en el concejo de Allande, comarca del Narcea, Principado de Asturias, España.